# Phloeosinus armatus
Phloeosinus armatus là một loài côn trùng trong họ Curculionidae. Loài này được Reitter miêu tả khoa học đầu tiên năm 1887.
Đây là loài gây hại của cây Cupressus sempervirens, phát triển phổ biến ở Síp.